# سید مجتبی خامنه‌ای
سیّد مجتبی حسینی خامنه (زادهٔ ۱۷ شهریور ۱۳۴۸) پسر دوّم علی خامنه‌ای، رهبر جمهوری اسلامی ایران، است. او تحصیلات دبیرستان خود را در مدرسه علوی گذراند. نخستین استادان دروس حوزوی او، سید محمود هاشمی شاهرودی و پدرش بودند. او در سال ۱۳۷۸ برای تحصیلات حوزوی وارد حوزه علمیه قم شد و در کلاس‌های درس مصباح یزدی، سید محسن خرازی و لطف‌الله صافی گلپایگانی حضور یافت. او داماد غلامعلی حداد عادل است.
باور بر این است که سید مجتبی خامنه‌ای نفوذ گسترده‌ای در دستگاه امنیتی ایران و بسیج دارد. گزارش شده است که خامنه‌ای کنترل شبه‌نظامیان بسیجی را که برای سرکوب اعتراضات به انتخابات ۱۳۸۸ مورد استفاده قرار گرفتند، به دست گرفته بود. مهدی کروبی در سال ۱۳۸۴ او را به دخالت در انتخابات ریاست‌جمهوری متهم کرد. او از نظر منابع اروپایی یکی از کاندیداهای احتمالی جانشینی پدرش علی خامنه‌ای است که بیش از سه دهه بر ایران حکومت کرده است. در آبان ۱۳۹۸، وزارت خزانه‌داری آمریکا، مجتبی را به همراه هشت شخص حقیقی مرتبط با پدرش تحریم کرد.

## زندگی شخصی

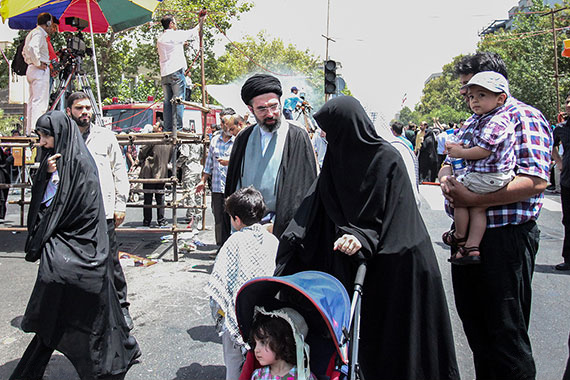
در راهپیمایی روز قدس ۱۳۹۳

مجتبی خامنه‌ای در سال ۱۳۷۸ با زهرا دومین دختر غلامعلی حداد عادل ازدواج کرد که ثمره این ازدواج دو فرزند پسر و یک دختر با نام‌های محمدباقر، محمد امین و فاطمه است. در خصوص نحوه تولد محمدباقر اظهارنظرهای مختلفی مطرح شده است. بر اساس اسناد منتشر شده ویکی‌لیکس، به‌خاطر اختلالات ناباروری مجتبی خامنه‌ای و همسرش، آنان در ۳ سفر مدت‌دار به لندن در بیمارستان‌های «ولینگتن» و «کرامول» تحت‌درمان قرار گرفتند و در سفر چهارم، پس از دو ماه اقامت در لندن همسرش باردار شد. در این سفرها مادر همسر، تعداد زیادی همراه، محافظ و سعید امامی، معاون امنیتی وزارت اطلاعات آنان را همراهی می‌کردند. بی‌بی‌سی، این پسر را متولد لندن می‌داند و عنوان کرده در زمان به دنیا آمدن وی، یک بیمارستان در کرایه خانواده خامنه‌ای قرار داشته است که هزینه این کرایه بالغ بر ۱ میلیون پوند می‌باشد. غلامعلی حداد عادل، پدر همسر مجتبی خامنه‌ای این سخن را رد کرده و عنوان کرده است که فرزند مجتبی در بیمارستانی در تهران به دنیا آمده و پزشک زهرا حداد عادل نیز مرضیه وحید دستجردی بوده است. به گفته حداد عادل، اوقات مجتبی به مطالعه و فقاهت می‌گذرد.

## حضور در جنگ
مجتبی خامنه‌ای در سال ۱۳۶۵ و زمانی که ۱۷ ساله بود به جبهه رفت و عضو گردان حبیب بن مظاهر شد که از معروف‌ترین گردان‌های لشکر ۲۷ محمد رسول‌الله بود. او در چند عملیات از جمله «بیت‌المقدس ۲» «بیت‌المقدس ۳»، «بیت‌المقدس ۴»، «والفجر ۱۰» و «مرصاد» حضور داشته است. نورعلی شوشتری از فرماندهان جنگی ایران دربارهٔ حضور وی گفته است:
«... به دفعات در جبهه نبرد حاضر شدند و در عملیاتهای مختلف شرکت کردند؛ مثلاً یک شب در عملیات «بیت‌المقدس ۳» بود که دیدیم «آقا سید مجتبی» با پسر آقای هاشمی رفسنجانی، آن جا ظاهر شدند. اما در هنگامی که من مشغول صحبت با بی‌سیم و انجام کارهای دیگر بودم، با فرزند آقای هاشمی راه افتادند به طرف خط، من هر چه کردم نتوانستم آن‌ها را نگه دارم و رفتند. بعد با فرمانده لشگرشان تماس گرفتم و گفتم: اینها دارند می‌آیند مواظب باش که در خط شکنی شرکت نکنند. روز بعد که به منطقه رفتم، دیدم اینها روی ارتفاعات «قَشَن» جایی که در نوک نقطه دفاعی قرار داشت و در محلی که واقعاً هم تخلیه مجروح از آن جا سخت بود و هم رساندن مهمات و آذوقه خیلی مشکل بود.»

## سیاست

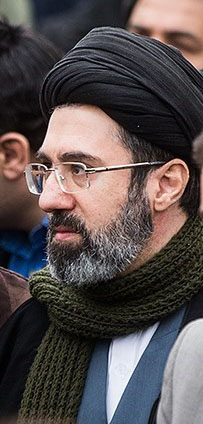
مجتبی خامنه‌ای در مراسم خاک‌سپاری فرج‌الله سلحشور در ۱۳۹۴

مخالفان مجتبی خامنه‌ای بر این عقیده‌اند که او با تشکیل حلقه‌ای از نزدیکانش در دستگاه‌های امنیتی و اطلاعاتی، بر مناسبات قدرت در ایران اثر می‌گذارد. در سال‌های اخیر از مجتبی خامنه‌ای به‌عنوان یکی از گزینه‌های محتمل رهبری پس از پدرش نام برده می‌شود. بر اساس گزارش ۲۰۱۸، دفتر خدمات پژوهشی کنگره آمریکا، مجتبی خامنه‌ای به همراه حسین شریعتمداری و علی اکبر ولایتی نفوذ زیادی در دفتر سید علی خامنه‌ای دارند.‌
به گفته وزارت خزانه‌داری ایالات متحده آمریکا، با اینکه مجتبی خامنه‌ای رسماً مقام سیاسی ندارد ولی رهبر جمهوری اسلامی ایران، قسمتی از مسئولیت‌های خودش را به وی سپرده و مجتبی خامنه‌ای با «نیروی قدس سپاه پاسداران انقلاب اسلامی و بسیج همکاری تنگاتنگی دارد.».
در دی ۱۳۹۰، سید مصطفی تاج‌زاده، سیاستمدار اصلاح‌طلب ایرانی گفت که پرونده قضایی او و همسرش، فخرالسادات محتشمی پور، مستقیماً زیر نظر مجتبی خامنه‌ای قرار دارد و تمامی فشارهای وارد شده به او و خانواده‌اش خواست مستقیم مجتبی خامنه‌ای است.
در اسفند ۱۳۹۰، برخی منابع خبری از جمله وبسایت جرس و بی‌بی‌سی فارسی گزارش دادند که مجتبی خامنه ای به محل حصر خانگی میرحسین موسوی رفته و از او خواسته بخاطر «وضعیت بحرانی موجود در کشور از مواضع خود عدول کند» ولی موسوی حاضر به انجام آن نمی‌شود و بر مواضع خود تأکید می‌کند.
محمد سرافراز، رئیس سابق سازمان صداوسیما در کتاب روایت یک استعفا به نفوذ مجتبی خامنه‌ای در این سازمان و سازمان اطلاعات سپاه پاسداران اشاره می‌کند و تأکید می‌کند که حسین طائب (رئیس سازمان اطلاعات سپاه پاسداران)، حسین محمدی (معاون فرهنگی دفتر علی خامنه‌ای) و مجتبی خامنه‌ای زمینه استعفاء او را فراهم کردند. شهرزاد میرقلی‌خان در کتاب «قدرت قلم در برابر سلاح‌های مرگبار»، دیدار با او را روایت می‌کند که مجتبی خامنه ای «چگونه نظرات خود دربارهٔ سیاست خارجی، گفت‌گوهای برجام و موضوعات مرتبط با سپاه را به عنوان سیاست رسمی جمهوری اسلامی معرفی می‌کرده است.»
در آذر ۱۳۹۹، یک کاربر تأیید شده از سوی توییتر با حدود ۵۰۰ هزار دنبال‌کننده به اسم «محمد مجید» (با نام کاربری محمد اهوازی) نوشت که حال خامنه‌ای رو به وخامت است و به این علت، دیدار او با حسن روحانی در روز جمعه لغو شده و مسئولیت بیت رهبری به مجتبی خامنه‌ای منتقل شده است. او نوشت که اطرافیان وی این دفعه نگران شده‌اند و پزشکان ارشد بیمارستان دکتر مسیح دانشوری برای معاینه حضور یافتند. این خبر در وبگاه خارجی نیوزویک و د سان بازتاب یافت. مهدی فضائلی، از چهره‌های اصولگرا و از اعضای بیت رهبری، این موضوع را تکذیب کرد.

### انتخابات ریاست جمهوری ۱۳۸۴
در انتخابات ریاست جمهوری ایران در سال ۱۳۸۴، مهدی کروبی در نامه به علی خامنه‌ای، مجتبی خامنه‌ای و سپاه پاسداران را به تلاش برای تغییر رای مردم و دخالت در انتخابات متهم کرد. خامنه‌ای در پاسخی کوتاه به کروبی گفت: «اگر به نتیجهٔ انتخابات اعتراضی دارد، باید به شورای نگهبان شکایت ببرد و تأکید کرد که اجازهٔ بحران‌سازی را به هیچ‌کس نمی‌دهد.»

### انتخابات ریاست جمهوری ۱۳۸۸
پس از تنش‌های انتخابات ریاست جمهوری دهم و مواضع علی خامنه‌ای در برابر معترضان و اصلاح طلبان، مجدداً نام فرزند خامنه‌ای بعنوان یکی از حامیان جدی محمود احمدی‌نژاد مطرح شد. با این حال از آن جهت که او پست دولتی نداشته و هیچ‌گاه در رسانه‌ها ظاهر نشده‌بود، اطلاعی از مواضعش موجود نبود. گاردین در تحلیلی همزمان با اعتراضات گسترده به نتایج انتخابات ریاست جمهوری ۱۳۸۸ و اعلام پیروزی احمدی‌نژاد، نوشت که مجتبی خامنه‌ای در مجاب کردن علی خامنه‌ای به نفع احمدی‌نژاد درسال ۱۳۸۴ که شهردار تهران بود، نقش داشته است. این روزنامه در مقالهٔ دیگری به نقل از یک «منبع بلندپایه سیاسی» در ایران گزارش داد که کنترل نیروی شبه نظامی بسیج به مجتبی خامنه‌ای، سپرده شده و او نقشی اساسی در سازمان دادن پیروزی احمدی‌نژاد در انتخابات ۲۲ خرداد بازی کرده است. و به نوشته روزنامه گاردین، مجتبی خامنه ای «یکی از عوامل اصلی سرکوب مردم معترض به نتیجه انتخابات است». در جریان اعتراضات پس از آن انتخابات، معترضان علی خامنه‌ای را به زمینه‌سازی برای موروثی کردن رهبری در نظام جمهوری اسلامی و مهیا کردن زمینهٔ جانشینی مجتبی خامنه‌ای متهم کردند. در پی این مطالب، شعار «مجتبی بمیری، رهبری رو نبینی» یا «مجتبی بمیری، رهبری رو نگیری» در اعتراضات روز ۵ شنبه ۱۸ تیر ۱۳۸۸ در تهران، از سوی معترضان بیان شد. شعارهای مردم علیه فرزند خامنه‌ای در رسانه‌های بین‌المللی نیز بازتاب داشت.
در سال ۱۳۹۱ فریدالدین حداد عادل (برادر زن مجتبی خامنه‌ای) در گفتگو با سالنامهٔ مثلث و در رد این ادعاها گفت که مجتبی خامنه‌ای به این شکل فعالیت سیاسی ندارد، او زندگی‌ای ساده‌تر از یک کارمند متوسط شهرستانی دارد و اوقاتش را به تدریس درس خارج در قم، مطالعهٔ فقه یا عبادت می‌گذراند.

### انتخابات ریاست جمهوری ۱۴۰۰
در بهمن ۱۳۹۹، ایندیپندنت فارسی ادعا کرد که احمدی‌نژاد با مجتبی خامنه‌ای دیدار کرده و مجتبی خامنه‌ای علاوه بر حمایت از دیدگاه‌های وی، از نامزدی احمدی‌نژاد در انتخابات ریاست‌جمهوری ۱۴۰۰ نیز حمایت کرده است. مهدی فضائلی، عضو دفتر سید علی خامنه ای، این دیدار را تکذیب کرد.

### تهدید یکی از خویشاوندان منتقد به قتل
بر پایه برخی منابع رسمی (و به گفته فروزان‌فر)، سید مجتبی خامنه‌ای و سید محمد خامنه‌ای در خطاب به سیده فاطمه‌سلطان حسینی خامنه (خواهر بزرگ سید علی خامنه‌ای)، نوه‌اش یعنی حمیدرضا فروزان‌فر را به دلیل کنشگری‌ها و موضع‌گیری‌های سیاسی، تهدید به مرگ کردند.

## گزینه رهبری
حکومت ایران رسماً جانشینی برای رهبر فعلی معرفی نکرده ولی گمانه زنی‌ها در مورد گزینه‌های رهبری بعدی در جریان بوده است. گمان می‌رود سید مجتبی خامنه‌ای، از گزینه‌های اصلی احتمالی برای جانشینی پدرش به عنوان رهبر آینده جمهوری اسلامی ایران باشد. جان باختن سید ابراهیم رئیسی دیگر گزینه پیشتاز رهبری در یک سانحه هوایی در سال ۱۴۰۳، توجهات بیشتری را معطوف سید مجتبی خامنه ای کرد. رسیدن سید مجتبی خامنه ای به رهبری با موانعی رو به روست، از جمله نفی و مذمت جانشینی موروثی از سوی سید روح‌الله خمینی، بنیانگذار جمهوری اسلامی ایران و نیز سید علی خامنه‌ای و شرط داشتن تجربه سیاسی برای رهبری.

## تحریم
در ۱۳ آبان ۱۳۹۸، وزارت خزانه‌داری آمریکا، یک نهاد و ۹ شخص حقیقی مرتبط با علی خامنه‌ای از جمله مجتبی خامنه‌ای را تحریم کرد. به گفتهٔ مقامات آمریکایی، این تحریم‌ها به گونه‌ای طراحی شده‌اند که محدودیت‌های بیشتری را به حلقهٔ اطرافیان علی خامنه‌ای تحمیل کنند.طبق بیانیه وزارت خزانه‌داری این افراد در «سرکوب‌های داخل و خارج از ایران» نقش داشته‌اند. در این بیانیه آمده است: «این اقدام با هدف جلوگیری از تأمین مالی شبکه مشاوران نظامی و خارجی علی خامنه‌ای که سال‌ها است به مردم ایران ظلم کرده و به صدور تروریسم و توسعه سیاست‌های بی‌ثبات کننده در سراسر جهان ادامه می‌دهد، انجام می‌شود.»